# Elymus hispidus
Elymus hispidus é uma espécie de planta com flor pertencente à família Poaceae. 
A autoridade científica da espécie é (Opiz) Melderis, tendo sido publicada em Botanical Journal of the Linnean Society 76(4): 380. 1978.

## Descrição
Grama de trigo intermediária. Planta perene, rizomatosa, com culmos eretos, de entre 50-100 cm de altura. A floração ocorre de junho a agosto.
Elymus hispidus difere de E. repens por ter as glumas não arredondadas, suas nervuras medianas geralmente igualmente proeminentes e escabrosas por toda parte ou mais proeminentes basalmente ao invés de arredondadas curtas, suas nervuras medianas mais proeminentes e escabrosas distalmente do que proximalmente.

## Distribuição
Nativo da Eurásia, introduzido em grande parte do oeste dos Estados Unidos.
- Elymus hispidus subsp. barbulatus - táxon infraespecífico presente em Portugal Continental. Em termos de naturalidade é nativa da região atrás referida. Não se encontra protegida por legislação portuguesa ou da Comunidade Europeia.[6]